# Jaliscellinae
Jaliscellinae es una subfamilia de foraminíferos bentónicos de la familia Soritidae, de la superfamilia Soritoidea, del suborden Miliolina y del orden Miliolida. Su rango cronoestratigráfico abarcaba el Cenomaniense (Cretácico superior).

## Clasificación
Jaliscellinae incluye al siguiente género:
- Jaliscella †